# Palais de la Folle Chanson
Le Palais de la Folle Chanson est un immeuble à appartements de style Art déco édifié par l'architecte Antoine Courtens sur le territoire de la commune d'Ixelles dans l'agglomération urbaine de Bruxelles, en Belgique.
Cet immeuble d'angle bâti en 1928 figure parmi les meilleurs exemples d'architecture Art déco à Bruxelles et est une des deux œuvres les plus significatives d'Antoine Courtens à Bruxelles avec l'Hôtel Haerens.
Avec le Palais du Congo et la Résidence Ernestine, il compte également parmi les immeubles d'angle les plus intéressants des années 1930 à Bruxelles. 

## Localisation
Le Palais de la Folle Chanson se dresse au no 2 du rond-point de l'Étoile à Ixelles, à l'angle du boulevard Général Jacques et de l'avenue de la Folle Chanson,.
Le célèbre rond-point de l'Étoile regroupe cinq immeubles à appartements remarquables : le Palais de la Cambre de l'architecte Camille Damman (1925-1930), le Palais de la Folle Chanson de l'architecte Antoine Courtens (1928), le Palais du Congo de l'architecte et promoteur immobilier Jean-Florian Collin (1930), la Résidence Ernestine du même Collin (1936) et la Résidence de la Cambre édifiée par Marcel Peeters en 1938-1939 juste à côté du Palais de la Folle Chanson, au début du boulevard Général Jacques,,,.

Rond-point de l'Étoile
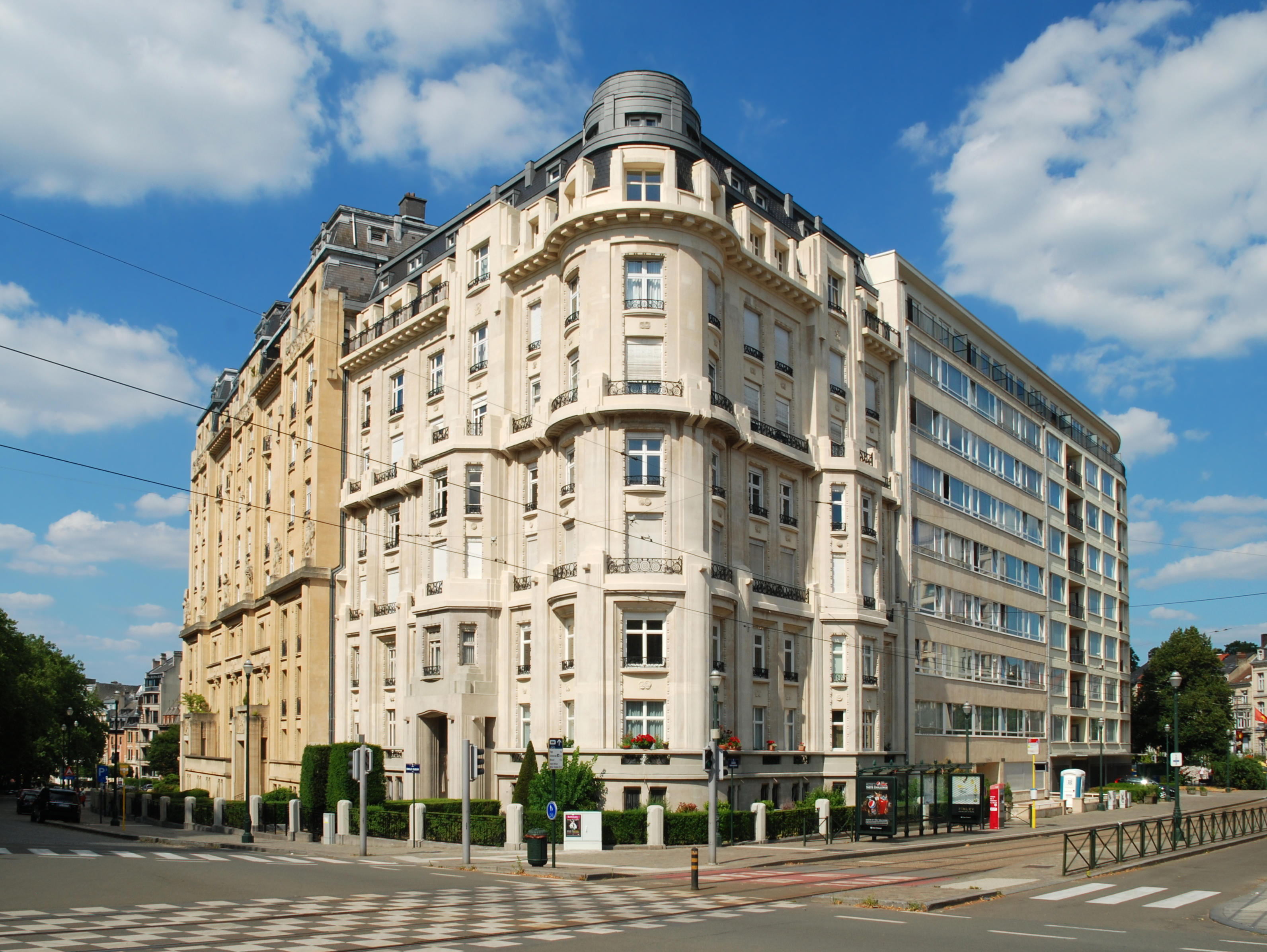
Palais de la Cambre.
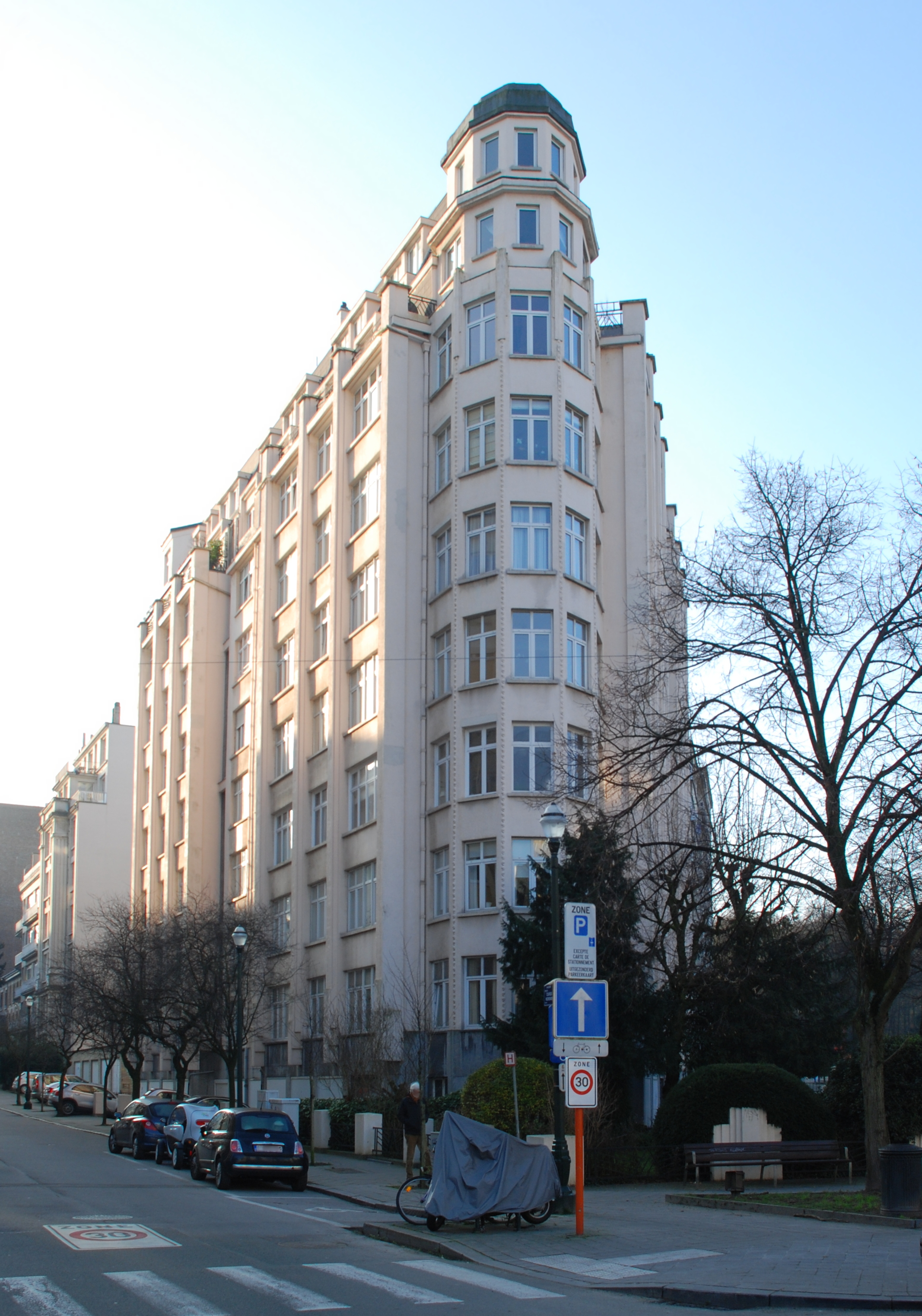
Palais du Congo.
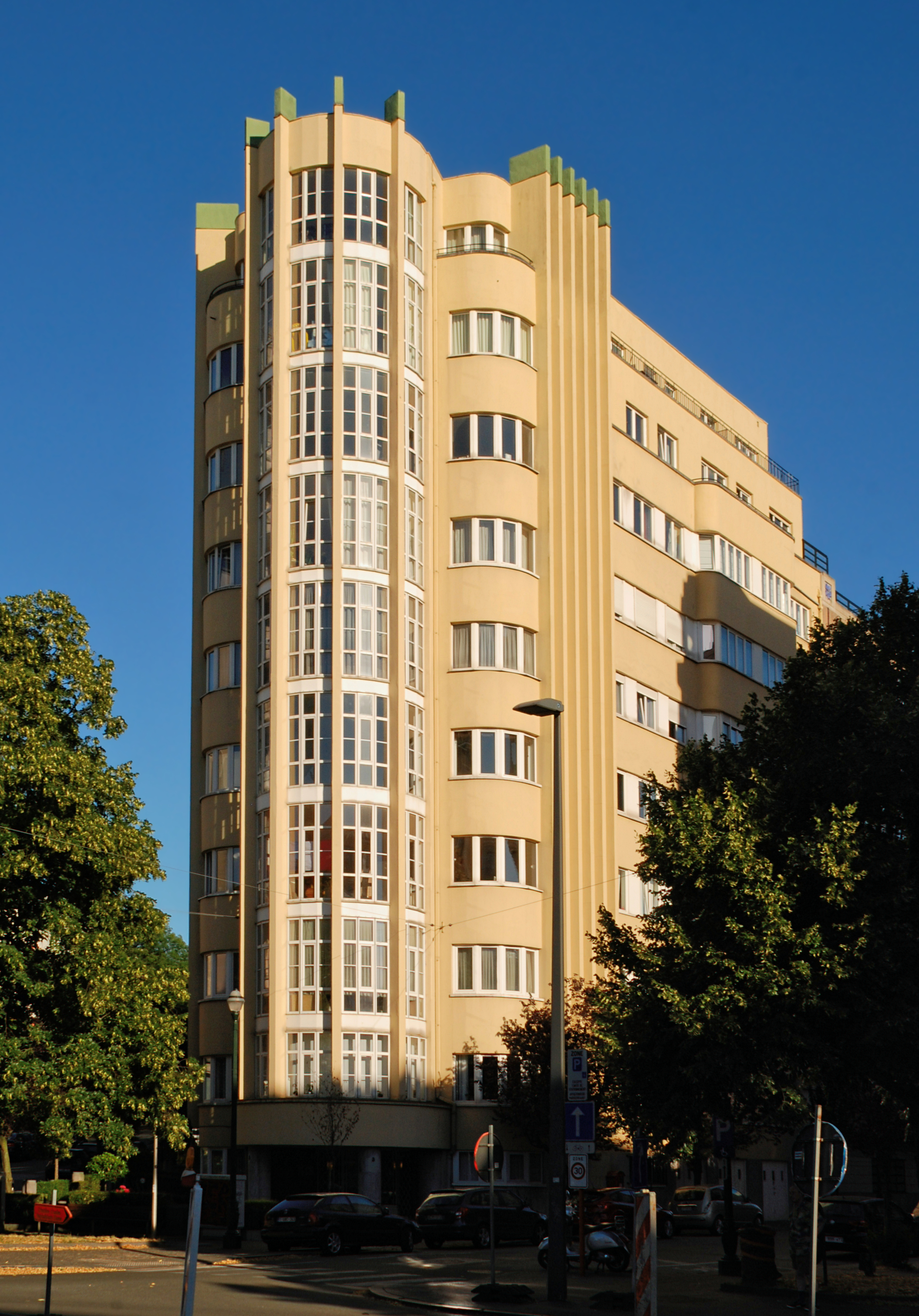
Résidence Ernestine.
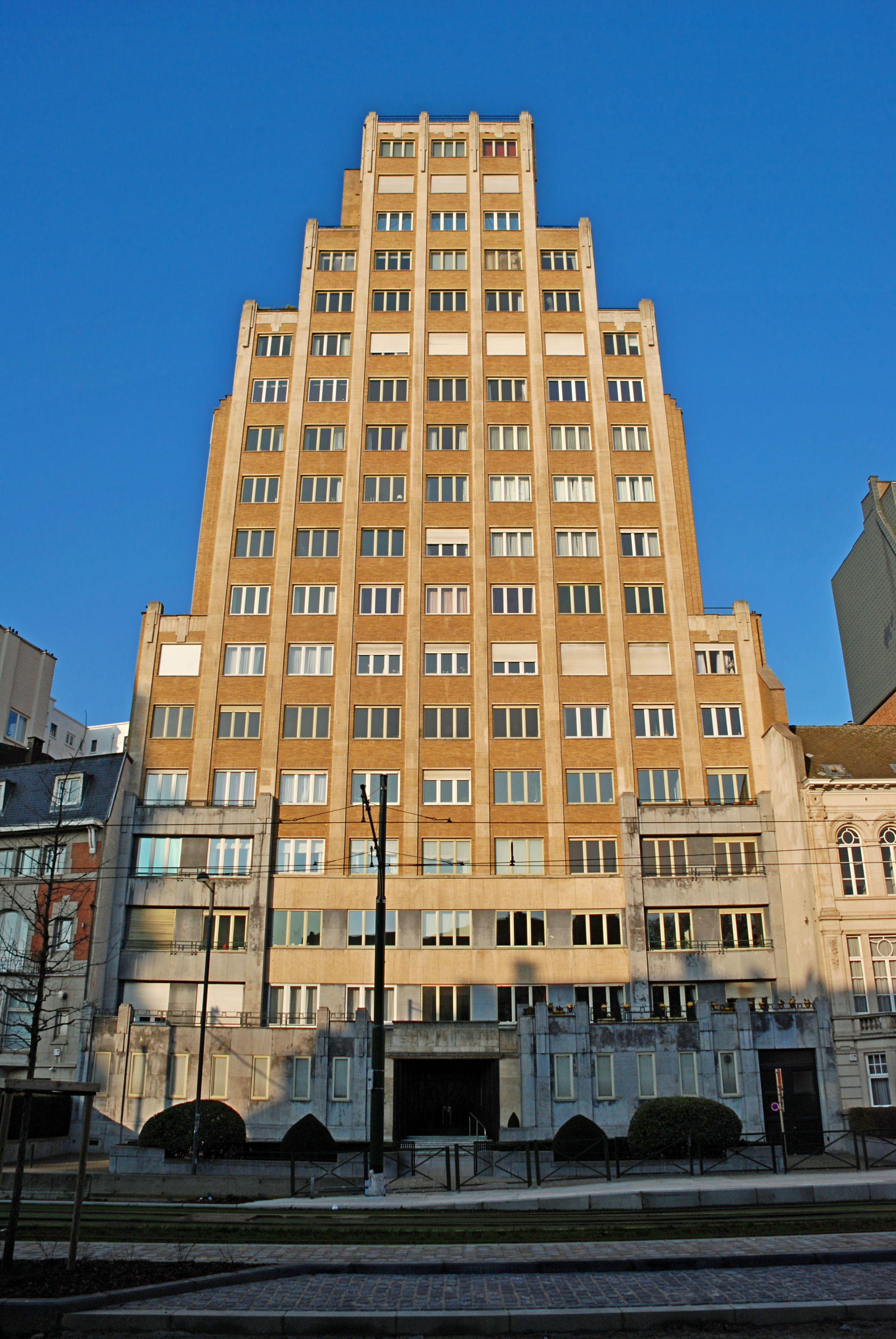
Résidence de la Cambre.

## Historique
Après avoir travaillé dans l'atelier de Victor Horta sur le projet du Palais des Beaux-Arts de Bruxelles, Antoine Courtens travaille à Paris, à Lyon puis à Düsseldorf.
De retour à Bruxelles, il dresse les plans de nombreux édifices dont l'Hôtel Haerens et le Palais de la Folle Chanson.
La construction du Palais de la Folle Chanson a lieu de 1928 à 1931.
L'édifice est classé depuis le 8 août 1988, comme l'Hôtel Haerens. Il porte la référence 2071-0017/0.

## Architecture
La silhouette du Palais de la Folle Chanson est dominée par la rotonde semi-circulaire qui en marque l'angle, un procédé architectural également utilisé par Jean-Florian Collin pour la Résidence Ernestine et pour la Résidence Belle-Vue,.

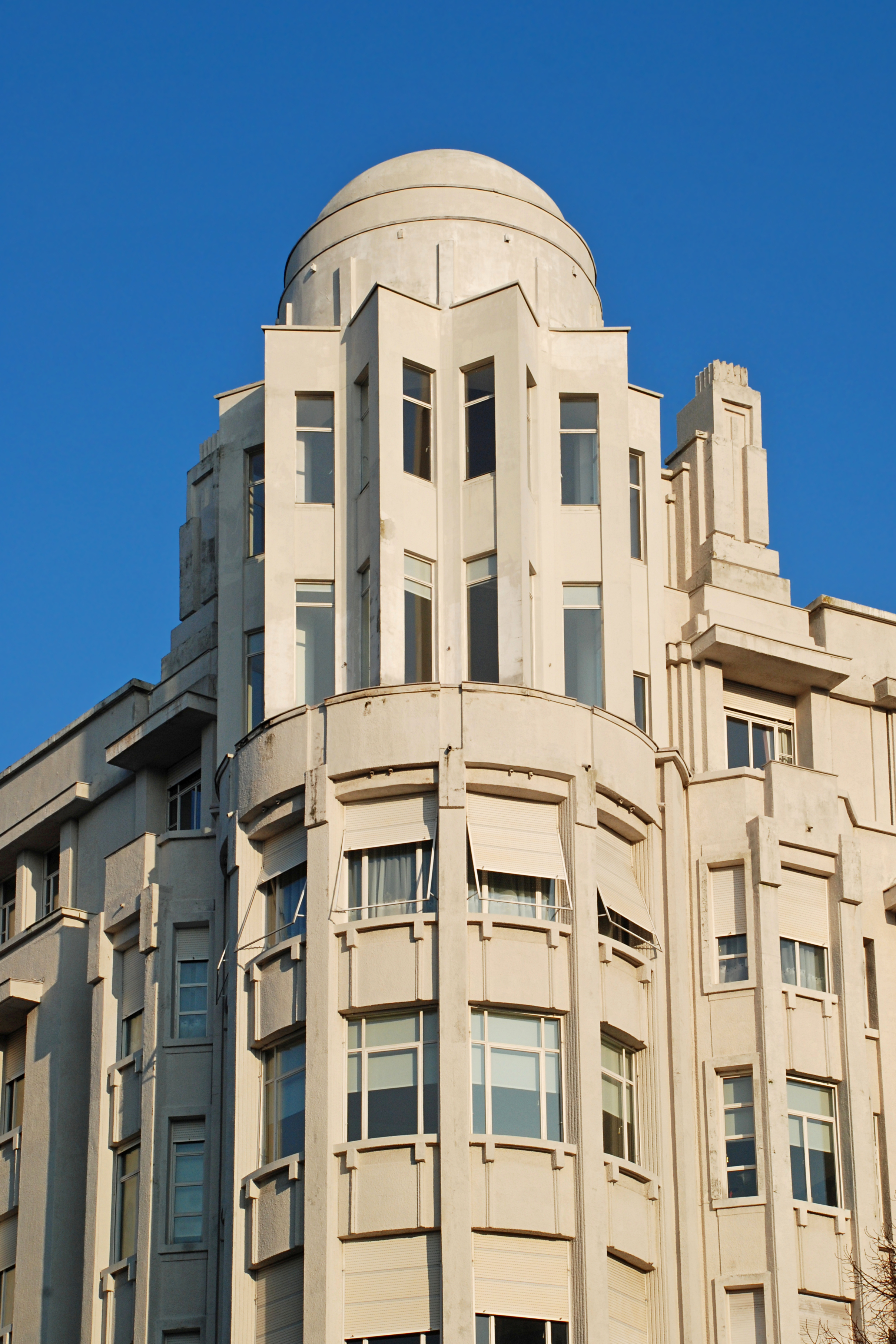
Rotonde d'angle.
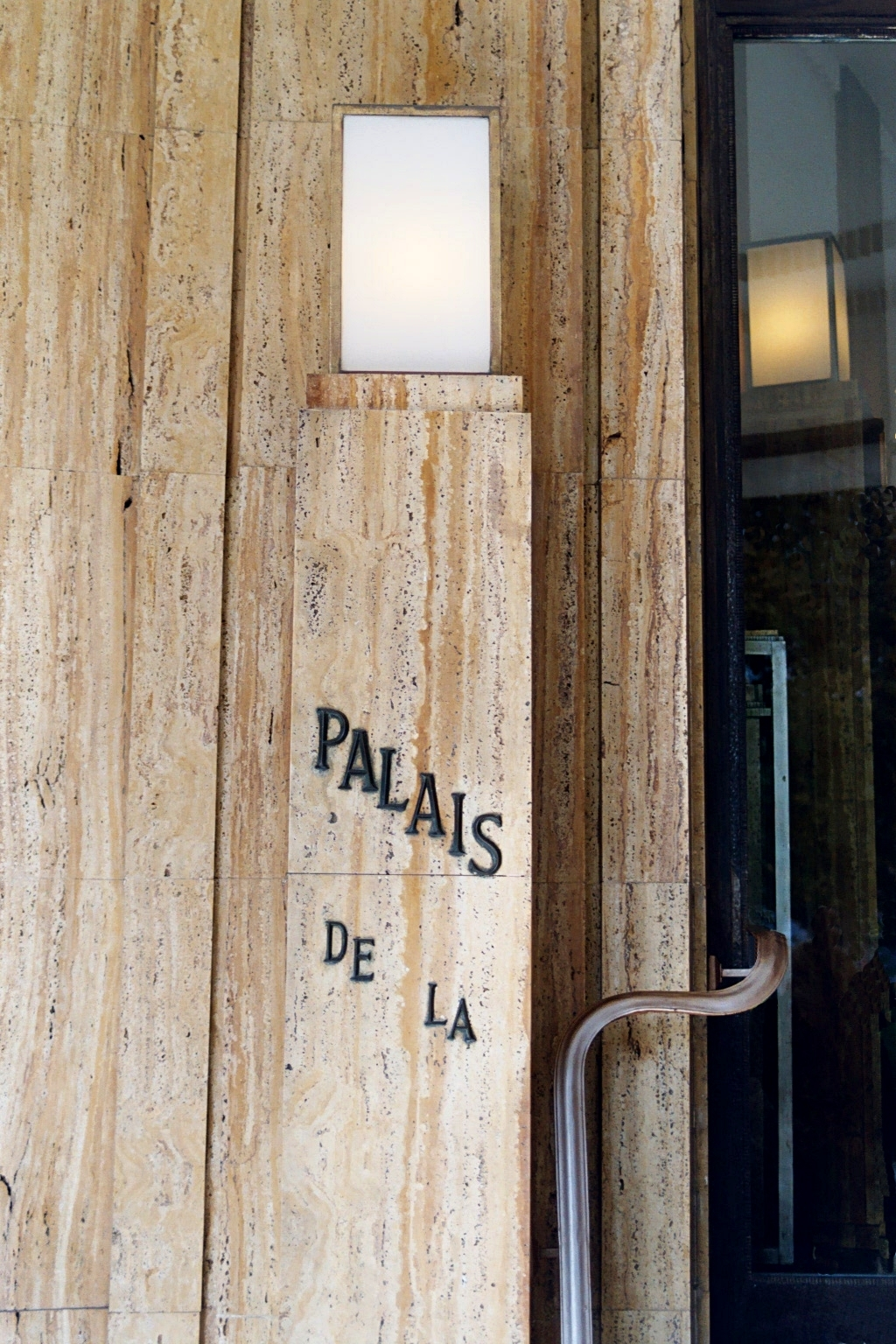
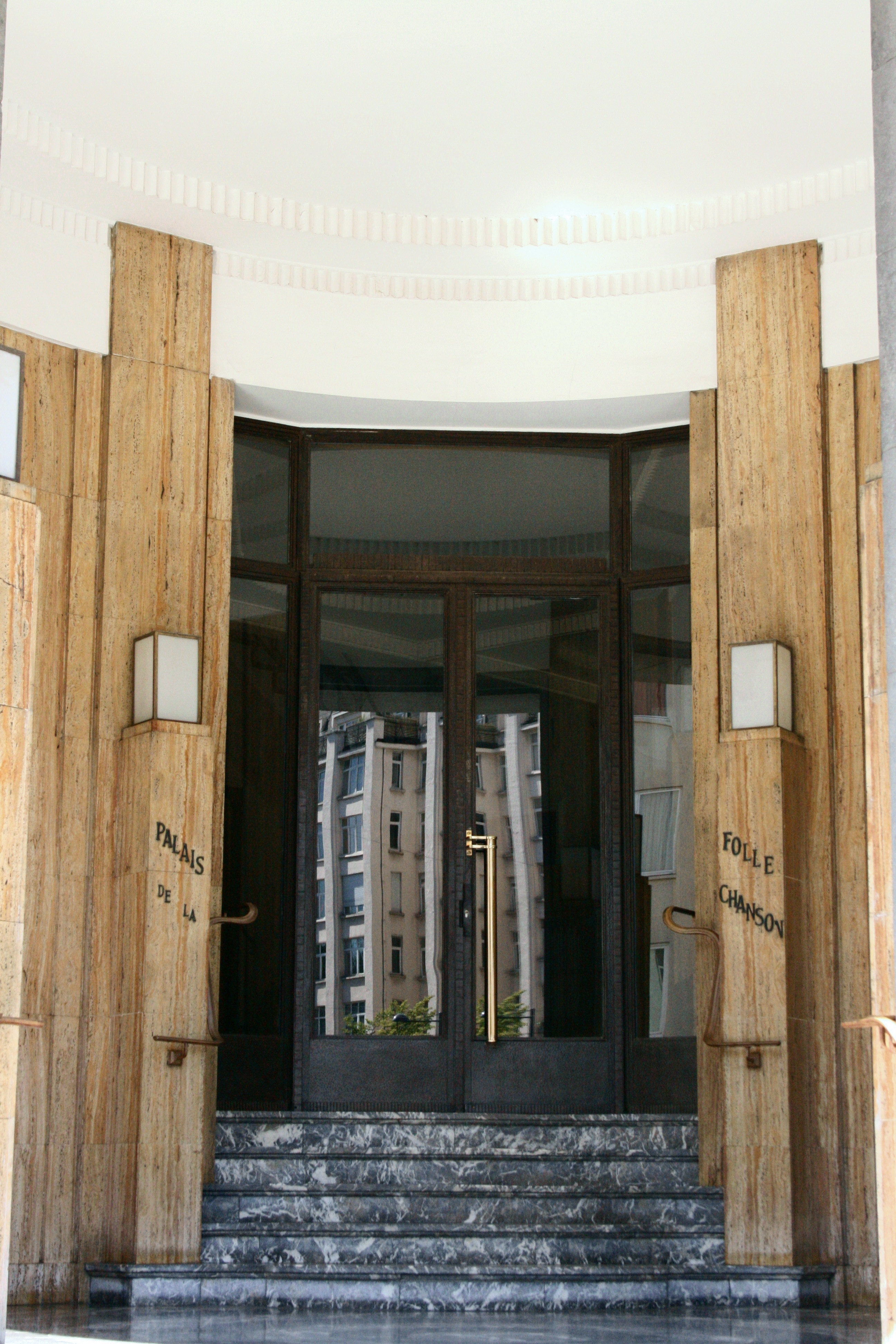
L'entrée.
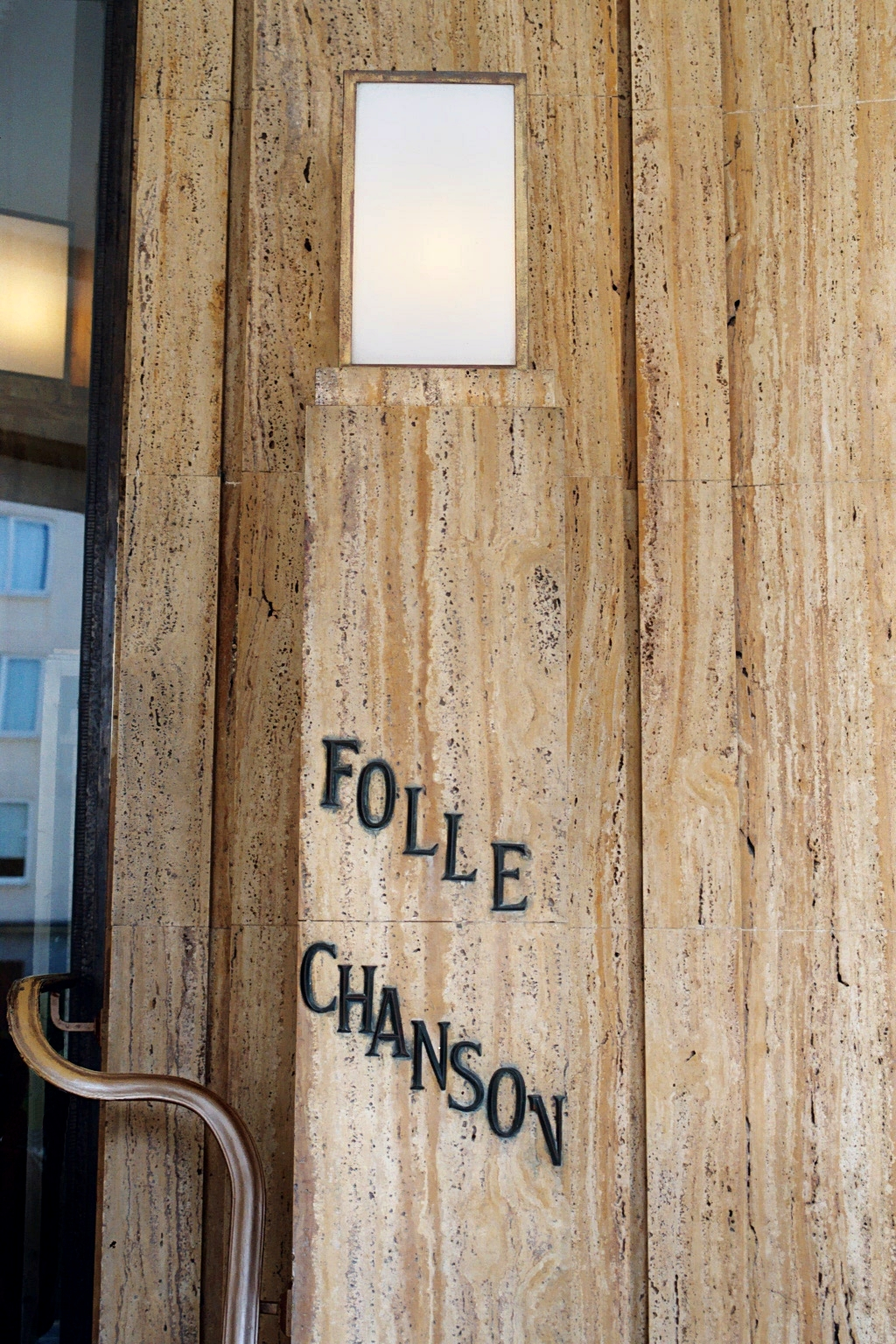